# Cheilotrichia nigrolineata
Cheilotrichia nigrolineata är en tvåvingeart som först beskrevs av Günther Enderlein 1912.  Cheilotrichia nigrolineata ingår i släktet Cheilotrichia och familjen småharkrankar. Inga underarter finns listade i Catalogue of Life.